# Partamona subtilis
Partamona subtilis là một loài Hymenoptera trong họ Apidae. Loài này được Pedro & Camargo mô tả khoa học năm 2003.